# Enicospilus dasychirae
Enicospilus dasychirae là một loài tò vò trong họ Ichneumonidae.